# Methles cribratellus
Methles cribratellus är en skalbaggsart som först beskrevs av Leon Fairmaire 1880.  Methles cribratellus ingår i släktet Methles och familjen dykare.

## Underarter
Arten delas in i följande underarter:
- M. c. cribratellus
- M. c. sparsepunctatus